# Falcon Heavy
El Falcon Heavy (FH) («Halcón Pesado»), anteriormente conocido como Falcon 9 Heavy, es un vehículo de lanzamiento espacial superpesado reutilizable, diseñado y fabricado por SpaceX. El Falcon Heavy es una variante del lanzador Falcon 9 y consiste en un núcleo de cohete Falcon 9 reforzado, con otros dos núcleos de Falcon 9 como cohetes aceleradores adicionales. Esto aumentará la carga útil de la órbita terrestre baja (OTB) a 64 toneladas, comparado con 22,8 toneladas de un Falcon 9. Falcon Heavy fue diseñado desde el principio para llevar a los seres humanos al espacio, y permitiría misiones con tripulación a la Luna o Marte.
Después de la investigación del fracaso de Falcon 9 CRS-7 en 2015, los repetidos retrasos en el desarrollo de cohetes, y dado un manifiesto de lanzamiento de Falcon 9 muy ocupado en 2016, el lanzamiento del primer Falcon Heavy tuvo lugar el 6 de febrero de 2018.

## Historia
SpaceX realiza un evento en 2011 para inaugurar la construcción de una plataforma de lanzamiento del Falcon Heavy en la base aérea de Vandenberg AFB SLC-4E.

### Concepto
Elon Musk mencionó por primera vez Falcon Heavy en una noticia de septiembre de 2005, refiriéndose a una solicitud del cliente de 18 meses antes. Se habían explorado varias soluciones usando el planeado Falcon 5, pero la única iteración rentable y fiable fue una que usó una primera etapa de 9 motores - el Falcon 9. Una exploración más profunda de las capacidades del vehículo nocional Falcon 9 condujo a un Falcon 9 Heavy: "Agregando a la primera etapa dos aceleradores adicionales, como el Delta IV Heavy, nos permitió colocar alrededor de 25 toneladas en LEO - más que cualquier vehículo de lanzamiento en uso hoy".
En este momento el Falcon 1 no había visto su primer vuelo todavía, pero SpaceX tenía la intención de utilizar una flota compuesta por las variantes 1, 5, 9 y Heavy, utilizando el mismo motor Merlin en todos los vehículos para lograr ahorros de costos y fiabilidad a través de la producción en masa. 

### Desarrollo
Como el Falcon Heavy se basaba en núcleos y motores comunes, el desarrollo posterior siguió al del Falcon 9.
En agosto de 2008, SpaceX tenía como objetivo el primer lanzamiento de Falcon 9 en el segundo trimestre de 2009, y "Falcon 9 Heavy sería en un par de años". Hablando en la Conferencia de la Sociedad Marte 2008, Elon Musk también dijo que una etapa superior alimentada con hidrógeno seguiría 2-3 años más tarde (teoría 2013).
En abril de 2011, las capacidades del vehículo Falcon 9 y su rendimiento fueron mejor comprendidas, SpaceX habiendo completado dos exitosas misiones de demostración a LEO, una de las cuales incluyó el reinicio del motor de segunda etapa. En una rueda de prensa en el National Press Club en Washington D. C. El 5 de abril de 2011, Elon Musk declaró que Falcon Heavy "llevaría más carga útil a órbita o a velocidad de escape que cualquier otro vehículo de la historia, aparte del cohete lunar Saturno V, que fue desmantelado después del programa Apollo. Tanto para el gobierno como para las misiones espaciales comerciales".
Con el esperado aumento de la demanda de ambas variantes, SpaceX planeaba expandir su fábrica ", a medida que avanzamos hacia la capacidad de producir una primera etapa de Falcon 9 o un reforzador de Falcon Heavy cada semana y una etapa superior cada dos semanas".
SpaceX apuntaba a finales de 2012 para la integración de la almohadilla del cohete de demostración de Falcon Heavy en su lugar de lanzamiento de la costa oeste, Base de la Fuerza Aérea de Vandenberg, California, seguido por su primer lanzamiento en 2013. Para acomodar a Falcon 9 y Heavy, el Complejo de Lanzamiento 4 en Vandenberg estaba siendo demolido como parte de una actualización de la plataforma.
En 2015, SpaceX anunció una serie de cambios en el cohete Falcon Heavy, que trabajaron en paralelo con la actualización del vehículo de lanzamiento Falcon 9 v1.1.
En abril de 2015, SpaceX envió a la "Fuerza Aérea de los Estados Unidos una carta de intenciones actualizada el 14 de abril describiendo un proceso de certificación para su cohete Falcon Heavy para lanzar satélites de seguridad nacional". El proceso incluye tres vuelos exitosos del Falcon Heavy, incluyendo dos vuelos consecutivos con éxito, y afirma que Falcon Heavy puede estar listo para volar cargas útiles de seguridad nacional para 2017.
En septiembre de 2015, afectado por el fracaso del vuelo 19 del Falcon 9 en junio, SpaceX reprogramó el primer vuelo de Falcon Heavy para abril / mayo de 2016, pero para febrero de 2016 se había trasladado a finales de 2016. El vuelo debía ser Lanzado desde el remodelado Kennedy Space Center Lanzamiento Complejo 39A. En agosto de 2016, el vuelo de demostración se trasladó a principios de 2017, y luego al verano de 2017. Otras misiones fueron reprogramadas en consecuencia.
Un segundo vuelo de demostración está programado para el 30 de septiembre de 2017 con la carga útil de la Fuerza Aérea de Estados Unidos STP-2. Las misiones operacionales de GTO para Intelsat e Inmarsat, que fueron planeadas para finales de 2017, fueron trasladadas a la versión de cohete Full Thrust de Falcon 9, ya que se hizo lo suficientemente potente como para levantar esas pesadas cargas útiles en su configuración desechable. La primera misión comercial de GTO está programada en 2018 para Arabsat.
El 29 de diciembre de 2016, SpaceX lanzó una foto mostrando la interetapa del Falcon Heavy en la sede de la compañía en Hawthorne, California.

### Capacidades
El Falcon Heavy cae en la gama de sistemas de lanzamiento "súper pesados" bajo el sistema de clasificación usado por un panel de revisión de vuelo espacial humano de la NASA.
El concepto inicial prevé cargas útiles de 25 toneladas a LEO, pero para abril de 2011 se proyectaba ser de hasta 53.000 kilogramos (117.000 lb) con cargas útiles de GTO de hasta 12,000 kilogramos (26.000 lb), Informes posteriores en 2011 proyectaron mayores cargas útiles más allá de LEO, incluyendo 19.000 kilogramos (42.000 libras) a la órbita de la transferencia geoestacionaria, 16.000 kilogramos (35.000 libras) a la trayectoria translunar, y 14.000 kilogramos (31.000 libras) en una órbita trans Marciana a Marte, SpaceX levantó la carga útil proyectada de GTO para Falcon pesado hasta 21.200 kilogramos (46.700 libras). En abril de 2017, la carga útil de LEO proyectada para Falcon Heavy fue aumentada de 54.400 kilogramos (119.900 libras) a 63.800 kilogramos (140.700 libras) . La carga útil máxima se logra cuando el cohete vuela un perfil de lanzamiento completamente desechable, no recuperando ninguno de los tres propulsores de primera etapa.
| Historial de carga útil | Falcon Heavy                  | Falcon Heavy                    | Falcon Heavy        | Falcon 9            |
| Historial de carga útil | Ago. 2013 hasta abril de 2016 | De mayo de 2016 a marzo de 2017 | Desde abril de 2017 | Desde abril de 2017 |
| ----------------------- | ----------------------------- | ------------------------------- | ------------------- | ------------------- |
| LEO (28,5°)             | 53.000 kg                     | 54.400 kg                       | 63.800 kg           | 22.800 kg           |
| GTO (27°)               | 21.200 kg                     | 22.200 kg                       | 26.700 kg           | 8.300 kg            |
| Marte                   | 13.200 kg                     | 13.600 kg                       | 16.800 kg           | 4.020 kg            |
| Plutón                  | -                             | 2.900 kg                        | 3.500 kg            |                     |

## Diseño

De izquierda a derecha, Falcon 1, Falcon 9 v1.0, tres versiones de Falcon 9 v1.1, tres versiones de Falcon 9 v1.2 (Full Thrust), Falcon 9 Block 5 con carenado y con cápsula Dragon, y Falcon Heavy.

La configuración pesada consiste en un Falcon 9 estándar con dos primeras etapas adicionales de Falcon 9 que actúan como refuerzos adicionales de propulsión líquida, que es conceptualmente similar al lanzador pesado EELV Delta IV y propuestas para el Atlas V HLV y el cohete ruso Angara A5V. Falcon Heavy será más capaz que cualquier otro cohete operativo, con una carga útil de 64.000 kilogramos (141.000 libras) a órbita terrestre baja y 13.600 kilogramos (30.000 libras) a Marte. El cohete fue diseñado para satisfacer o exceder todos los requisitos actuales de clasificación humana. Los márgenes de seguridad estructurales son 40% por encima de las cargas de vuelo, superior a los márgenes del 25% de otros cohetes. 
Falcon Heavy fue diseñado desde el principio para llevar a los seres humanos al espacio y restauraría la posibilidad de volar misiones tripuladas a la Luna o Marte. La capacidad de carga útil, las capacidades y el empuje total del Falcon Heavy son equivalentes al concepto de vehículo de lanzamiento Saturn C-3 (1960) para el acercamiento de Earth Orbit Rendezvous a un aterrizaje lunar estadounidense.

### Primera etapa
La primera etapa está alimentada por tres núcleos derivados de Falcon 9, cada uno equipado con nueve motores Merlin 1D. Tiene un empuje total a nivel del mar al despegue de 22.819 kN (5.130.000 lbf), gracias a los 27 motores Merlin 1D, mientras que el empuje sube a 24.681 kN (5.549.000 lbf) cuando sube fuera de la atmósfera.
Los tres núcleos presentan los motores dispuestos en una forma estructural que SpaceX llama Octaweb, dirigido a racionalizar el proceso de fabricación, donde un motor central orientable está rodeado de ocho motores fijos en círculo. Cada núcleo incluye cuatro patas de aterrizaje extensibles. Para controlar el descenso de los impulsores y el núcleo central a través de la atmósfera, SpaceX utiliza pequeñas aletas de rejilla que se despliegan del vehículo después de la separación.  Después de que los propulsores laterales se separen, el motor central de cada impulsor quemará durante unos segundos con el fin de controlar la trayectoria con seguridad lejos del cohete.  Las patas se desplegarán unos segundos antes de tocar Tierra, aterrizando suavemente cerca de la zona de lanzamiento. El núcleo central continuará hasta la separación de la etapa, después de lo cual sus patas se desplegarán y regresarán a una plataforma flotante en el océano. Las patas de aterrizaje están hechas de fibra de carbono de última generación con panal de aluminio. Las cuatro patas se estiban a los lados de cada núcleo durante el despegue y luego se extienden hacia afuera y hacia abajo para el aterrizaje. Tanto las aletas de la rejilla como las patas de aterrizaje en el Falcon Heavy están actualmente sometidas a pruebas en el vehículo de lanzamiento Falcon 9, que están destinados a ser utilizados para el aterrizaje vertical una vez que se haya completado la misión.

### Alimentación cruzada del propulsor cancelada
Falcon Heavy había sido originalmente diseñado con una capacidad única de alimentación cruzada de propulsión, donde algunos de los motores centrales del núcleo son suministrados con combustible y oxidante de los dos núcleos laterales, hasta que los núcleos laterales están casi vacíos y listos para el primer evento de separación.  Esto permite que los motores de los tres núcleos se enciendan en el lanzamiento y funcionen en el empuje completo hasta el agotamiento, mientras que deja el núcleo central con la mayor parte de su combustible en la separación. El sistema de alimentación cruzada propulsor, apodado "escenificación de espárragos", proviene de un diseño propulsor propuesto en un libro sobre mecánica orbital por Tom Logsdon. Según el libro, un ingeniero llamado Ed Keith acuñó el término "propulsor de espárrago-tallo" para los vehículos de lanzamiento que usan la carga cruzada del propulsor.  Elon Musk ha declarado que la alimentación cruzada no está planeada para ser implementada, al menos en la primera versión del Falcon Heavy. 

### Segunda etapa
La etapa superior está alimentada por un solo motor Merlin 1D modificado para operación de vacío, con un empuje de 934 kN (210.000 lbf), una relación de expansión de 117: 1 y un tiempo de combustión nominal de 397 segundos. Para mayor confiabilidad de reinicio, el motor tiene dos encendedores pirofóricos redundantes (TEA-TEB). 
La interetapa, que conecta la parte superior e inferior de la etapa de Falcon 9, es una estructura de fibra de carbono compuesto de aluminio de base. La separación de etapas se produce a través de pinzas de separación reutilizables y un sistema empujador neumático. Las paredes del tanque Falcon 9 y las cúpulas están hechas de aleación de aluminio-litio. SpaceX utiliza un tanque completamente soldado por fricción-agitación. El tanque de segunda etapa de Falcon 9 es simplemente una versión más corta del tanque de la primera etapa y utiliza mayormente las mismas herramientas, materiales y técnicas de fabricación. Este enfoque reduce los costos de fabricación durante la producción de vehículos.

### Desarrollo de tecnología reutilizable

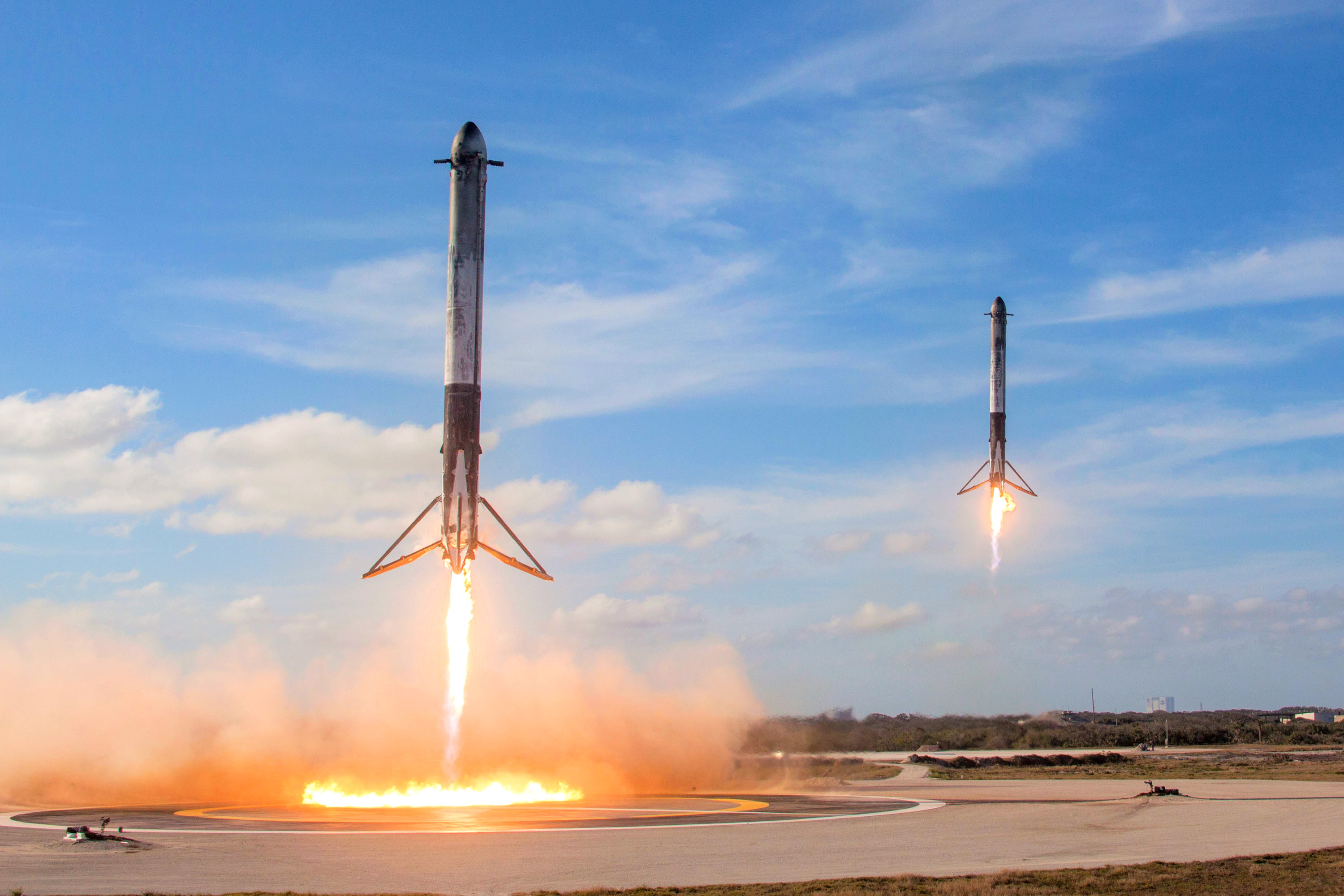
Falcon Heavy Side Boosters aterrizando en LZ1 y LZ2

Aunque no forma parte del diseño inicial del Falcon Heavy, SpaceX está haciendo un desarrollo paralelo en un sistema de lanzamiento de cohetes reutilizable que está destinado a ser extensible al Falcon Heavy, recuperando los propulsores y la etapa central solamente.
Al principio, SpaceX había expresado esperanzas de que todas las etapas del cohete eventualmente serían reutilizables.  Mientras que no se están dedicando esfuerzos para el regreso de las etapas superiores de Falcon, SpaceX ha demostrado desde entonces la recuperación en tierra y en mar de la primera etapa del Falcon 9. Este enfoque es particularmente adecuado para el Falcon Heavy donde los dos núcleos externos se separan del cohete mucho antes en el perfil de vuelo y, por lo tanto, ambos se mueven a una velocidad más lenta en el evento de separación inicial. 
SpaceX ha indicado que el rendimiento del Falcon Heavy a la órbita de transferencia geosincrónica (GTO) se reducirá debido a la adición de la tecnología reutilizable, pero volaría a un precio de lanzamiento mucho más bajo. Con plena reutilización en los tres núcleos de refuerzo, la carga útil de GTO será de 7.000 kg (15.000 libras). Si sólo los dos núcleos exteriores vuelan como núcleos reutilizables mientras el núcleo central es desechable, la carga útil de GTO sería de aproximadamente 14.000 kg (31.000 lb).  "Falcon 9 hará satélites hasta aproximadamente 3,5 toneladas, con plena reutilización de la etapa de refuerzo, y Falcon Heavy hará satélites de hasta 7 toneladas con plena reutilización de las tres etapas de impulso", dijo [Musk], refiriéndose a los tres núcleos de refuerzo de Falcon 9 que comprenderán la primera etapa de Falcon Heavy. También dijo que Falcon Heavy podría duplicar su desempeño de carga útil para GTO "si, por ejemplo, optaramos por descartar el núcleo central".

## Financiación de precios y desarrollo
En una comparecencia en mayo de 2004 ante el Comité de Comercio, Ciencia y Transporte del Senado de los Estados Unidos, Elon Musk testificó:

Los planes a largo plazo requieren el desarrollo de un producto pesado e incluso un super pesado, si hay demanda de los clientes. Esperamos que cada aumento de tamaño resultaría en una disminución significativa en el costo por libra a la órbita ... En última instancia, creo que $ 500 por libra o menos es muy alcanzable.

 Esta meta de $ 500 por libra ($ 1.100 / kg) declarada por Musk en 2011 representa el 35% del coste del sistema de lanzamiento LEO (Low Earth Orbit) más barato por libra en un estudio circa-2000: el Zenit, un vehículo de lanzamiento de medio-elevador que puede transportar 14.000 kilogramos (30.000 libras) en LEO . 
A partir de marzo de 2013, los precios de lanzamiento de Falcon Heavy están por debajo de $ 1.000 por libra ($ 2.200 / kg) a órbita terrestre baja cuando el vehículo de lanzamiento está transportando su peso máximo de carga entregada. Los precios publicados para los lanzamientos de Falcon Heavy se han movido algunos de año en año, con los precios anunciados para las diversas versiones de Falcon Heavy precio de $ 80-125 millones en 2011,  $ 83-128M en 2012,  $ 77-135M en $ 85M por hasta 6.400 kilogramos (14.100 libras) a GTO (Geostationary Transfer Orbit) en 2014, y $ 90M por hasta 8.000 kilogramos (18.000 libras) a GTO en 2016 (sin precio publicado para GTO más pesado o ninguna carga útil de LEO) .  Los contratos de lanzamiento suelen reflejar los precios de lanzamiento en el momento de la firma del contrato.
En 2011, SpaceX declaró que el costo de alcanzar la baja órbita de la Tierra podría ser tan bajo como US $ 1.000 / lb si una tasa anual de cuatro lanzamientos se puede mantener, ya partir de 2011 planea lanzar hasta 10 Falcon Heavy y 10 Falcon 9 anualmente. [ Un tercer sitio de lanzamiento, destinado exclusivamente para uso privado de SpaceX, está previsto en Boca Chica cerca de Brownsville, Texas. SpaceX espera comenzar la construcción en la tercera instalación de lanzamiento de Falcon Heavy, después de la selección final del sitio, no antes de 2014, con los primeros lanzamientos de la instalación no antes de 2016.  A finales de 2013, SpaceX había proyectado el vuelo inaugural de Falcon Heavy para ser en algún momento en 2014, pero a partir de abril de 2017 se espera que el primer lanzamiento ocurra a principios de 2018,  debido a la limitada capacidad de fabricación y la necesidad de cumplir con el Falcon 9 lanzar manifiesto. 
El Falcon Heavy se está desarrollando con capital privado. No se proporciona financiación gubernamental para su desarrollo. 
A finales de 2013, los precios de SpaceX para el lanzamiento espacial ya eran los más bajos de la industria. Los ahorros de precios de SpaceX de sus naves espaciales reutilizadas, que podrían llegar hasta un 30%, podrían conducir a una nueva era espacial impulsada económicamente.

## Lanzamientos programados y cargas útiles potenciales
| Fecha/Fecha prevista                | Carga útil                  | Cliente             | Resultado                  | Observaciones |
| ----------------------------------- | --------------------------- | ------------------- | -------------------------- | --- |
| 6 de febrero de 2018                | Tesla Roadster de Elon Musk | SpaceX              | Éxito                      | La trilogía de "La fundación" de Isaac Asimov que fue anunciado en el directo del lanzamiento del cohete y el Tesla Roadster de Elon Musk reproduciendo la canción de Space Oddity de David Bowie (en la emisión del lanzamiento sonó para los espectadores Life on Mars?).                                            |
| 25 de junio de 2019, 03:30 UTC      | USAF STP-2                  | DoD                 | Éxito                      | El lanzamiento contó como propósito apoyar el proceso de certificación EELV de la Fuerza Aérea de los EE. UU. para el Falcon Heavy. Las cargas útiles secundarias incluyen LightSail, Prox-1 nanosatélite, GPIM, el Deep Space Atomic Clock, seis COSMIC-2 Satélites, y el satélite ISAT todos en órbita exitosamente. |
| 11 de abril de 2019, 22:35 UTC      | Arabsat 6A                  | Arabsat             | Éxito                      | Satélite de comunicaciones de Arabia Saudita. |
| 2019                                | Crew Dragon 2               | Ciudadanos privados | Transferida al Starship    | Crew Dragon 2, cápsula con dos tripulantes privados a bordo. Primeros turistas espaciales, primeros tripulantes de un Falcon Heavy. La misión tendrá una trayectoria hacia la Luna con retorno libre. |
| 2023                                | ViaSat-3                    | ViaSat              | Satélite de comunicaciones | Los satélites están destinados a proporcionar conectividad de banda ancha con velocidades de más de 8 megabits por segundo a los hogares. |
| Agosto de 2022                      | Mars Cargo 1 (cancelada)    | Space X             | Transferida al Starship    | Comienzo de las misiones regulares de carga a Marte con la nave espacial Dragon 2. Abierto a múltiples cargas y clientes. |
| ?                                   | Inmarsat                    |                     | Satélite de comunicaciones | |
| 13 de octubre de 2023, 14:19:43 UTC | Psyche                      | Nasa                | Éxito                      | |

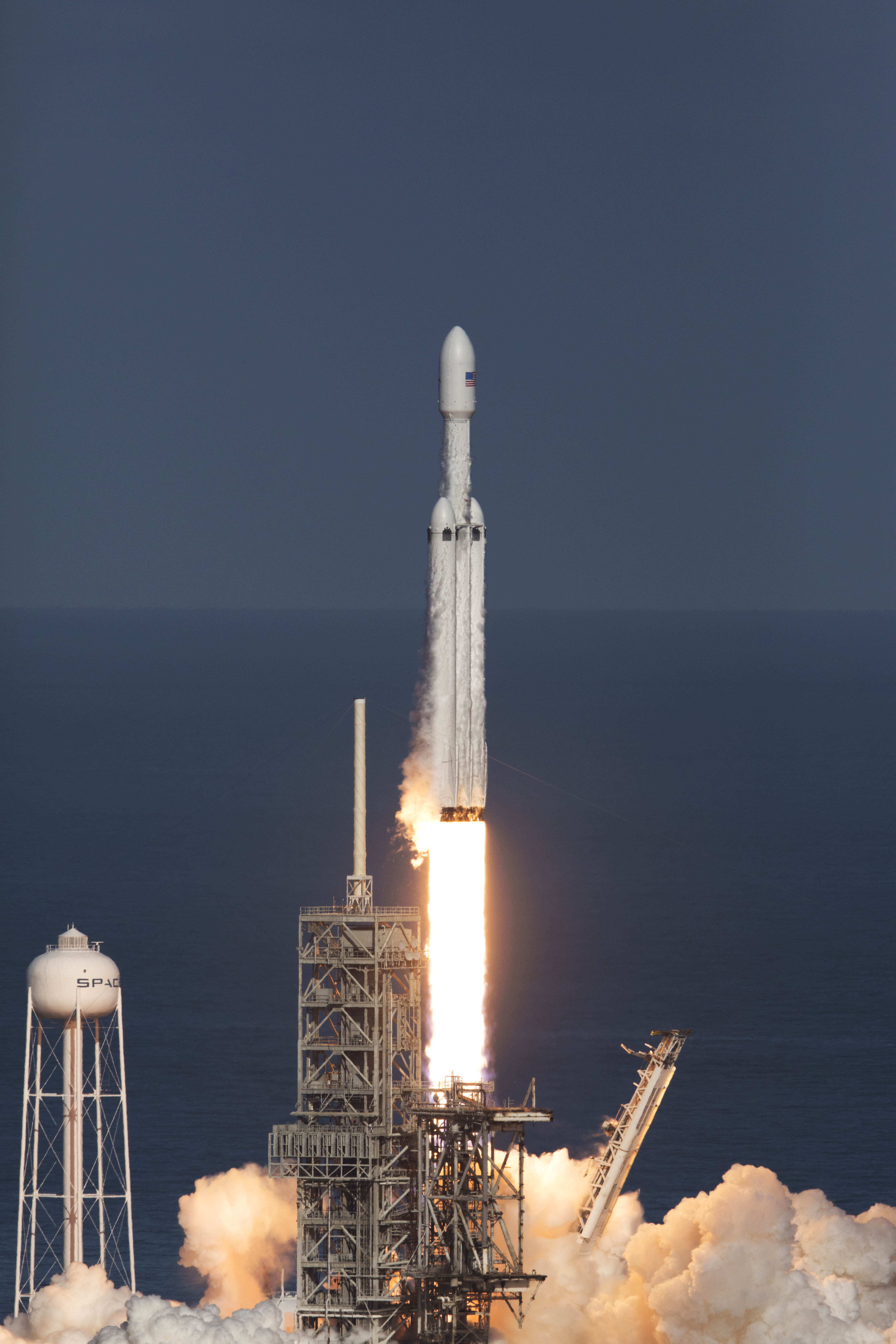
Falcon Heavy despega por primera vez el 6 de febrero de 2018

Originalmente se tenía planeado realizar misiones a Marte con la cápsula Red Dragon, pero el proyecto fue cancelado en 2017.
El 27 de febrero de 2017, SpaceX anunció que dos ciudadanos privados habían pagado para realizar un vuelo circunlunar a realizarse en 2018 mediante una cápsula Dragon lanzada desde un Falcon Heavy. Sin embargo, un día antes del vuelo inaugural, Musk declaró que el vuelo se realizaría mediante un sistema combinado Starship/Superheavy.